# Miguel de los Santos Díaz Gómara
Miguel de los Santos Díaz Gómara (Fitero, 5 de juliol de 1885 - Cartagena, 7 de gener de 1949) va ser un religiós espanyol, bisbe d'Osma (1924-1935) i Cartagena (1935-1949), i administrador apostòlic de Barcelona (1939-1942).

## Biografia
Va néixer a Fitero en 1885, fill de León Díaz, escrivà del jutjat, i d'Ángela Gómara. Va estudiar en el Col·legi de l'Escola Pia d'Estella, entre 1896 i 1903 en el Seminari de Pamplona, i entre 1903 i 1908 en el Seminari de Saragossa, on es va doctorar en teologia. En 1918 es va doctorar en dret en la Universitat de Madrid. En 1909 es va ordenar sacerdot, i va ser enviat al Seminari de Belchite. A l'any següent va viatjar a Roma, on va cursar dret canònic en la Pontifícia Universitat Gregoriana, i es va doctorar en Dret Canònic i en Filosofia Escolàstica.
De retorn a Espanya va ocupar el càrrec de professor de religió i moral de l'Escola Normal de Saragossa. En 1918 va ser nomenat jutge pro-sinodal i en 1919 president del Reial Seminari de San Carlos. En 1920 va ser nomenat bisbe auxiliar de Saragossa i bisbe titular de Thagora, i en 1924 bisbe d'Osma. En 1935 li va ser assignada la Diòcesi de Cartagena, càrrec que va ocupar fins a la seva mort i que va compaginar entre 1939 i 1942 amb el d'administrador apostòlic de Barcelona, a causa de la vacant en el càrrec de bisbe després de la detenció i desaparició de Manuel Irurita al desembre de 1936, poc després d'esclatar la Guerra Civil. Durant el seu apostolat destacà per la imposició del castellà tant com a llengua de culte com a les publicacions parroquials. Fidel addicte al franquisme, el 1937 va representar al bàndol nacional en el Congrés Eucarístic de Paraguai.